# Ribeirão do Capim
Der Ribeirão do Capim ist ein etwa 14 km langer linker Nebenfluss des Rio Paranapanema im Norden des brasilianischen Bundesstaats Paraná.

## Etymologie
Capim ist die in Brasilien übliche Bezeichnung für Süßgräser. Der Begriff kommt von dem Tupi-Begriff caá pi'i her und bedeutet dünnes Blatt. 

## Geografie

### Lage
Das Einzugsgebiet des Ribeirão do Capim befindet sich auf dem Terceiro Planalto Paranaense (Dritte oder Guarapuava-Hochebene von Paraná).

### Verlauf
Sein Quellgebiet liegt im Munizip Porecatu auf 334 m Meereshöhe etwa 4 km westlich des Hauptorts.
Der Fluss verläuft in nordwestlicher Richtung. Er mündet auf 284 m Höhe von links in den Rio Paranapanema. Er ist etwa 14 km lang.

### Munizipien im Einzugsgebiet
Der Ribeirão do Capim verläuft vollständig innerhalb des Munizips Porecatu.